# Necroscia distincta
Necroscia distincta är en insektsart som beskrevs av Brancsik 1898. Necroscia distincta ingår i släktet Necroscia och familjen Diapheromeridae. Inga underarter finns listade i Catalogue of Life.